# Печинишка (Караш-Северин)
Печинишка (рум. Pecinișca) насеље је у Румунији у жупанији Караш-Северин у граду Баиле Херкулане. Oпштина се налази на надморској висини од 134 m у долини реке Черне.

## Прошлост
Аустријски царски ревизор Ерлер је 1774. године констатовао да место припада Оршовском округу и дистрикту. Село има милитарски карактер а становништво је било претежно влашко.

## Становништво
Према подацима из 2002. године у насељу је живело 623 становника.

### Попис2002.
| Расподела становништва по националности 2002.‍ | Расподела становништва по националности 2002.‍ | Расподела становништва по националности 2002.‍ | Расподела становништва по националности 2002.‍ | Расподела становништва по националности 2002.‍ |
| --------------------------------------------- | --------------------------------------------- | --------------------------------------------- | --------------------------------------------- | --------------------------------------------- |
|                                               |                                               |                                               |                                               |                                               |
| Румуни                                        | Румуни                                        |                                               | 617                                           | 99,2%                                         |
| Чеси                                          | Чеси                                          |                                               | 5                                             | 0,8%                                          |